# Indische Cricket-Nationalmannschaft in England in der Saison 2021
Die Tour der indischen Cricket-Nationalmannschaft nach England in der Saison 2021 fand vom 4. August bis zum 10. September 2021 statt. Die internationale Cricket-Tour war Bestandteil der Internationalen Cricket-Saison 2021 und umfasste fünf Tests. Die Tests waren die ersten Spiele der ICC World Test Championship 2021–2023. Indien gewann die Serie zunächst 2–1. Allerdings musste der letzte Test auf Grund von positiven Covid-Fällen im indischen Teams abgesagt werden und wurde ein Jahr später nachgeholt, bei dem England die Serie 2–2 ausglich.

## Vorgeschichte
England bestritt zuvor eine Tour gegen Pakistan, Indien das Finale der ICC World Test Championship 2019–2021. Das letzte Aufeinandertreffen der beiden Mannschaften bei einer Tour fand in der Saison 2020/21 in Indien statt.

## Stadien
Die folgenden Stadien wurden für die Tour als Austragungsort vorgesehen.
| Stadion                     | Stadt      | Kapazität | Spiele  |
| --------------------------- | ---------- | --------- | ------- |
| Headingley Stadium          | Leeds      | 17.000    | 3. Test |
| The Oval                    | London     | 23.500    | 4. Test |
| Lord’s Cricket Ground       | London     | 30.000    | 2. Test |
| Old Trafford Cricket Ground | Manchester | 19.000    | 5. Test |
| Trent Bridge                | Nottingham | 15.350    | 1. Test |

## Kaderlisten
Indien benannte seinen Kader am 7. Mai 2021.
England benannte seinen Kader am 21. Juli 2021.
| Test | Test |
| England | Indien |
| --- | --- |
| - Joe Root (K) - Moeen Ali (VK) - James Anderson - Jonny Bairstow (wk) - Dom Bess - Sam Billings (wk) - Stuart Broad - Rory Burns - Jos Buttler (wk) - Zak Crawley - Sam Curran - Haseeb Hameed - Dan Lawrence - Jack Leach - Saqib Mahmood - Dawid Malan - Craig Overton - Ollie Pope - Ollie Robinson - Dom Sibley - Ben Stokes - Chris Woakes - Mark Wood | - Virat Kohli (K) - Ajinkya Rahane (VK) - Mayank Agarwal - Ravichandran Ashwin - K. S. Bharat (wk) - Jasprit Bumrah - Abhimanyu Easwaran - Shubman Gill - Ravindra Jadeja - Prasidh Krishna - Rishabh Pant (wk) - Axar Patel - Cheteshwar Pujara - KL Rahul - Wriddhiman Saha (wk) - Mohammed Shami - Ishant Sharma - Rohit Sharma - Prithvi Shaw - Mohammed Siraj - Washington Sundar - Shardul Thakur - Hanuma Vihari - Suryakumar Yadav - Umesh Yadav |

## Tour Match
| 20. – 22. Juli Scorecard | Chester-le-Street | Indians 311 (93) & 192-3d (55) | – | County Select XI 220 (82.3) & 31-0 (15.5) |
|                          |                   | Remis                          |   |                                           |

## Tests

### Erster Test in Nottingham
| 4. – 8. August Scorecard | Nottingham | England 183 (65.4) & 303 (85.5) | – | Indien 278 (84.5) & 52-1 (14) |
|                          |            | Remis                           |   |                               |

England gewann den Münzwurf und entschied sich als Schlagmannschaft zu beginnen. Als Spieler des Spiels wurde Joe Root ausgezeichnet.

### Zweiter Test in London
| 12. – 16. August Scorecard | London (Lord’s) | Indien 364 (126.1) & 298-8d (109.3) | – | England 391 (128) & 120 (51.5) |
|                            |                 | Indien gewinnt mit 151 Runs         |   |                                |

England gewann den Münzwurf und entschied sich als Feldmannschaft zu beginnen. Als Spieler des Spiels wurde KL Rahul ausgezeichnet.

### Dritter Test in Leeds
| 25. – 28. August Scorecard | Leeds | Indien 78 (40.4) & 278 (99.3)                 | – | England 432 (132.2) |
|                            |       | England gewinnt mit einem Innings und 76 Runs |   |                     |

Indien gewann den Münzwurf und entschied sich als Schlagmannschaft zu beginnen. Als Spieler des Spiels wurde Ollie Robinson ausgezeichnet.

### Vierter Test in London
| 2. – 6. September Scorecard | London (Oval) | Indien 191 (61.3) & 466 (148.2) | – | England 290 (84) & 210 (92.2) |
|                             |               | Indien gewinnt mit 157 Runs     |   |                               |

England gewann den Münzwurf und entschied sich als Feldmannschaft zu beginnen. Als Spieler des Spiels wurde Rohit Sharma ausgezeichnet.

### Fünfter Test in Manchester
| 10. – 14. September Scorecard | Manchester | England  | – | Indien |
|                               |            | Abgesagt |   |        |

Nachdem es im indischen Betreuerteam mehrere COVID-19-Fälle gab, wurde am Morgen des fünften Tests bekanntgegeben, dass Indien kein Team aufstellen könne und somit wurde der verbliebene Test abgesagt. Das Spiel wurde bei der folgenden Tour im Sommer 2022 nachgeholt. England gewann das Spiel mit 3 Wickets und glich so die Serie aus.

## Auszeichnungen

### Player of the Series
Als Player of the Series wurden der folgende Spieler ausgezeichnet.
| Serie | Player of the Series |
| ----- | -------------------- |
| Test  | –                    |

### Player of the Match
Als Player of the Match wurden die folgenden Spieler ausgezeichnet.
| Spiel   | Player of the Match |
| ------- | ------------------- |
| 1. Test | Joe Root            |
| 2. Test | KL Rahul            |
| 3. Test | Ollie Robinson      |
| 4. Test | Rohit Sharma        |
| 5. Test | –                   |